# Athanasios Diakos
Athanasios Diakos (in greco Αθανάσιος Διάκος?) (1788 – 24 aprile 1821) è stato un rivoluzionario e patriota greco.
È considerato un eroe della Guerra d'indipendenza greca. Sconfitto dai turchi nella Battaglia delle Termopili del 1821, venne giustiziato tramite impalamento.